# Lino (papa)
Lino (en latín: Linus), conocido también como Lino de Volterra, fue un obispo de Roma del siglo I. Según las listas episcopales más antiguas de la Iglesia de Roma, habría sido el primer sucesor de san Pedro al frente de esa comunidad cristiana, por lo cual la Iglesia católica lo considera su 2.º papa, situando su pontificado entre los años 68 y 79.
Lino es todavía hoy un personaje enigmático debido a la escasez de la información que se conserva acerca de él. Ireneo de Lyon, Hegesipo de Jerusalén (recogido por Epifanio de Salamis) y Eusebio de Cesarea lo identificaron con el personaje que lleva su nombre y aparece mencionado por Pablo de Tarso en su Segunda epístola a Timoteo, como confirmación posterior de la matriz apostólica de la línea de obispos romanos. Actualmente, es venerado como santo por la Iglesia católica.

## Hagiografía

### Antes del papado
Según el Liber Pontificalis I, 121, que depende para la cronología de los datos del Catálogo Liberiano de 354, Lino nació en Tuscia, a finales de los años 20 o a principios de los 30. Hijo de Herculano, miembro de una familia ya cristiana (o cristianizada muy poco después de su nacimiento), Lino desarrolló buena parte de sus actividades en el seno de su comunidad religiosa, en aquel momento perseguida. Es probable que su actividad se centrara en Volterra primero y posteriormente en Roma.
Probablemente, Lino ejerció parte de su ministerio en la primigenia Iglesia durante el gobierno de Nerón (54-68), a quien Tertuliano refiere como autor de la primera ley anticristiana que prescribía: «No está permitida la existencia de cristianos en el Estado romano».

### Pontificado
En la obra Contra las Herejías (Adversus haereses) escrita por Ireneo de Lyon entre los años 174 y 189, se ofrece una relación completa de los sucesores de Pedro en la Iglesia primitiva, en la que Lino aparece en primer lugar.

Después de que los bienaventurados apóstoles Pedro y Pablo hubieron echado los fundamentos y edificado la Iglesia de Roma, encomendaron el servicio del episcopado a Lino. De este Lino hace mención Pablo en sus cartas a Timoteo. [...].
Contra las herejías, III, 3,3

También Hegesipo de Jerusalén incluyó a Lino en la sucesión apostólica de Roma iniciada por los apóstoles Pedro y Pablo, e hizo notar que tanto Lino como Clemente de Roma fueron contemporáneos de Pablo y sirvieron luego como obispos, tal lo indicado más tarde por Epifanio de Salamis en su Panarion 27,6.
Lino vivió un período difícil, con una Iglesia subterránea y todavía en construcción, y resistió distintas etapas de persecución contra lo que los romanos todavía consideraban una secta judía. Falleció finalmente cerca del año 76 o 78, probablemente martirizado. Su recuerdo se mantuvo olvidado durante mucho tiempo, hasta el punto de que Tertuliano llegó a considerar como sucesor de Pedro a San Cleto.
Creó los primeros quince obispos, y ordenó a las mujeres entrar en las iglesias con la cabeza cubierta. Durante su pontificado habrían sido martirizados los evangelistas Marcos y Lucas.
Se cree que Lino fue enterrado en Roma, cerca de la tumba de Pedro, al igual que varios de los siguientes papas.

## Nota
1. ↑  Las fechas del pontificado de los primeros papas es incierta, pues las fuentes presentan discrepancias en los años de comienzo y fin de cada uno.[6] El inicio de su pontificado se sitúa entre los años 56 y 67, mientras que su final se sitúa entre el 67 y el 79.[1]